# 平原大橋
平原大橋（へいげんおおはし）は、北海道河東郡音更町と帯広市の境にあり、十勝川に架かる橋。供用前の仮称は「新十勝大橋」。

## 歴史
1990年（平成2年）に国道241号バイパス道路（帯広北バイパス）の橋として暫定2車線で開通。その後、4車線化の添架工事を行って2003年（平成15年）に完了した。

## 構造
主要諸元
| 路線名   | 一般国道241号                                                   |
| 道路規格 | 第3種第1級C規格                                                 |
| 橋種     | プレストレスト・コンクリート橋                                  |
| 橋格     | 1等橋（TL-20）                                                  |
| 構造形式 | 3径間連続PC箱桁橋                                               |
| 荷重     | B活荷重                                                         |
| 主桁形式 | 1室PC箱桁                                                       |
| 橋長     | 755 m（主径間部382 m）                                          |
| 支間     | 105 m + 170 m + 105 m                                           |
| 有効幅員 | 3.5 m（歩道） + 9.25 m（車道） + 9.25 m（車道） + 3.5 m（歩道） |
| 架設工法 | 場所打ち片持ち架設工法、張出し架設工法                          |

## 参考資料
- 平井篤夫、佐藤昌志、熊谷政行 (1990年). “（仮称）新十勝大橋の設計と施工” (PDF).  土木研究所寒地土木研究所. 2017年2月8日閲覧。